# Mónica Brando
Mónica Brando (Buenos Aires, 12 de noviembre de 1949) fue una vedette y actriz de cine, teatro y televisión argentina.

## Carrera
Mónica Brando se inició en teatro primero como bailarina y luego como segunda vedette de numerosas revistas musicales. Su esbelta figura la hizo popular en la década del '70.
En cine trabajó en el film Custodio de señoras de 1979, protagonizado por Jorge Porcel y Graciela Alfano.
En la pantalla chica participó del programa  El club de todos con Daniel Lesica, Marcelo Alejandro, Noemí Marcela, Oscar Brusnelli, Claudia Ubiedo, Guadalupe Barrera, entre otros. En 1983 integró el elenco de la telenovela Sola por Canal 9, y en 1984 la tira Nacida ayer.

## Teatro
- La revista de Champagne (1976), con Javier Portales, Norma Pons, Julio de Grazia, Juan Carlos Dual, Carmen Barbieri, Naanim Timoyko y Alberto Irízar.
- La revista de esmeralda y brillantes (1977), estrenada en el  Teatro Maipo, con Tato Bores, Moria Casán, Carlos Perciavalle, Tristan, Naanim Timoyko, Alberto Irízar, Rolo Puente, Carola Cutaia, Alfredo Jiménez, Alicia Savio, Selva Mayo, Lia Crucet, Guadalupe y Susana Sarti.
- Por siempre Maipo (1978) con Norma Pons, Javier Portales, Juan Verdaguer, Naanim Timoyko, Mario Sapag, Adolfo García Grau, Rolo Puente, Selva Mayo, Adriana Quevedo, Alfredo Jiménez y Alicia Muñiz. Dirigido por Gerardo Sofovich.
- Con Stray, Moria, Gogó y Tristán, la campana hace Tan... Tan (1980), estrenada en el Teatro La Campana en Mar del Plata. Junto a Adolfo Stray, Moria Casán, Gogó Andreu, Tristán, Petty Castillo, Jorge Troiani, las hermanas Maggi y el ballet de Adrián Zambelli.
- Maipo 100 x 100 Gasalla (1981), junto a Antonio Gasalla.
- El Tacho que bien se TV (1983), en el Teatro Astros, junto a Osvaldo Pacheco, Javier Portales, Tristán, Naanim Timoyko y Ricardo Morán. Con producción y dirección de Ethel Rojo.
- Obra contratada por Fernando de Soria y Jorge Campos Soto (1984), en el Privilege de Miraflores (Alcanfores 465).